# TAM 150 T11 B/BV
TAM 150 T11 B/BV — югославский армейский среднетоннажный грузовой автомобиль с колёсной формулой 6х6. Способен перевозить 3000 кг грузов по бездорожью и 5000 кг - по дороге с твердым покрытием и эксплуатироваться при температурах окружающей среды от -30 °C до +50 °C.

## История создания
В 1965 году Министерство транспорта Югославии сформировало рабочую группу для разработки линейки грузовиков для нужд армии. Группа разработала пять типов грузовиков: 0,75 тонн класса 4x4, 1,5 тонны 4x4, 3-тонный 6x6, 6-тонный 6x6, а также 9-тонный 8x8.
В 1976 году 1,5-тонный 4x4 был реализован фирмой Tovarna avtomobilov Maribor как TAM 110 T7 B/BV, а 3-тонный 6 х 6 как TAM 150 T11 B/BV, производство которого началось в 1979 году.

## Конструкция
Кабина находится сверху двигателя и поднимается для технического обслуживания и доступа. Задняя транспортная часть металлическая. В кузове размещается 18 солдат. На TAM-150 используется двигатель TAM 9,75 литра V6 воздушного охлаждения мощностью 150 л.с., который изготавливался по лицензии немецкой фирмы Klonckner-Humboldr-Deutz.

## Модификации
- M-63 Plamen — РСЗО калибра 128 мм.

## Эксплуатанты
- Босния и Герцеговина
- Республика Македония
- Сербия
- Хорватия